# Zbigniew Fojud
Zbigniew Fojud – polski fizyk, doktor habilitowany nauk fizycznych, specjalizuje się w fizyce ciała stałego oraz magnetycznym rezonansie jądrowym, nauczyciel akademicki Uniwersytetu im. Adama Mickiewicza w Poznaniu.

## Życiorys
Naukowo związany z Wydziałem Fizyki UAM. Stopień doktorski uzyskał w 1999 na podstawie pracy pod tytułem Badanie za pomocą NMR dynamiki molekularnej w krystalicznym i uwodnionym chlorku dodecyloamoniowym - modelowym układzie błon lipidowych (promotorem był prof. Stefan Jurga). Habilitował się w 2014 na podstawie oceny dorobku naukowego i pracy zatytułowanej Zastosowanie spektroskopii NMR jąder kwadrupolowych w badaniach struktury i dynamiki molekularnej układów o różnej organizacji przestrzennej. 
Pracuje jako adiunkt w Zakładzie Fizyki Makromolekularnej Wydziału Fizyki UAM. Na poznańskim wydziale prowadzi zajęcia m.in. z komputerowych metod wspomagania diagnostyki medycznej, metod obrazowania w medycynie oraz metod diagnostycznych fizyki medycznej. Jest członkiem Polskiego Towarzystwa Fizycznego. Swoje prace publikował m.in. w "Physical Review B", "Journal of Molecular Structure", "Solid state nuclear magnetic resonance" oraz w "Acta Physica Polonica".